# Puerto de Otal - Cotefablo
Puerto Otal - Cotefablo es un Lugar de Importancia Comunitaria desde junio de 2006 situado en las comarcas de Sobrarbe y Alto Gállego, provincia de Huesca, Aragón, España. El espacio natural tiene una extensión de 19,63 km².

## Localización

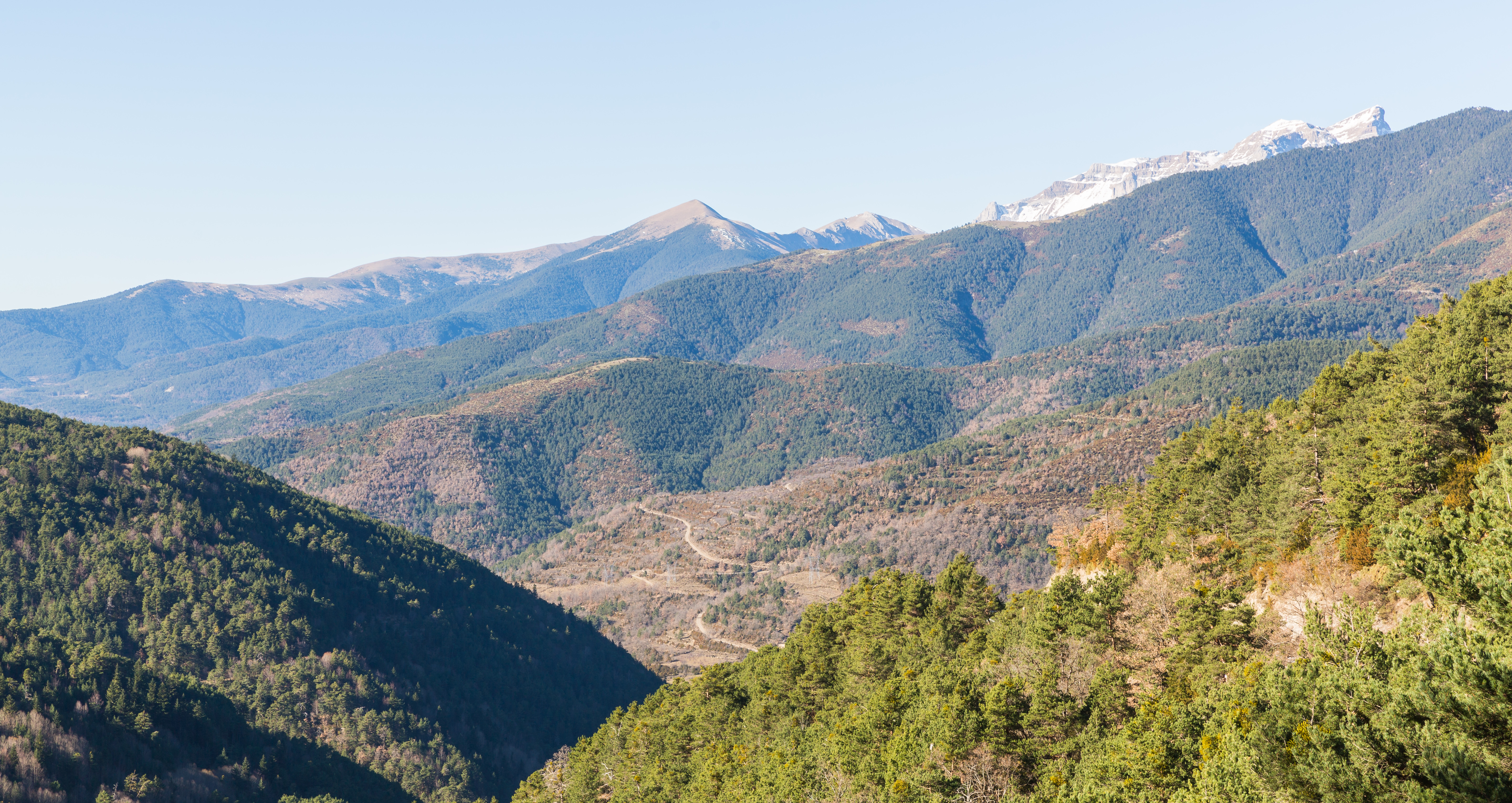
Vista general

Su área se reparte entre las comarcas de Sobrarbe, Alto Gállego, concretamente entre los municipios de Biescas, Broto, Fanlo, Fiscal, Hoz de Jaca, Panticosa, Plan, Sabiñánigo, Sallent de Gállego, Torla-Ordesa, Yebra de Basa y Yésero.

## Flora
En el espacio natural se encuentran ejemplares de pastizales basófilos (54 %), matorrales pulviniformes (17 %), pinares albares (15 %), robledales pubescentes (3 %) y abetales (3 %).

## Fauna
En el espacio natural se encuentran ejemplares de <<especies más frecuentes>>.